# Tremelloscypha australiensis
Tremelloscypha australiensis är en svampart som beskrevs av D.A. Reid 1979. Tremelloscypha australiensis ingår i släktet Tremelloscypha och familjen Sebacinaceae.   Inga underarter finns listade i Catalogue of Life.